# Tawanda Muparati
Tawanda Muparati (ur. 10 września 1983 w Harare) – zimbabwejski piłkarz grający na pozycji ofensywnego pomocnika. W swojej karierze rozegrał 9 meczów w reprezentacji Zimbabwe.

## Kariera klubowa
Do 2010 roku Muparati grał w klubie Douglas Warriors FC. W latach 2011–2014 był zawodnikiem Dynamos FC. Wywalczył z nim cztery mistrzostwa Zimbabwe w sezonach 2011, 2012, 2013 i 2014 oraz zdobył dwa Puchary Zimbabwe w latach 2011 i 2012. W latach 2015–2016 grał w How Mine FC, a w 2017 ponownie w Dynamos FC, z którym został wicemistrzem kraju. W 2018 był zawodnikiem Manica Diamonds FC, w którym zakończył karierę.

## Kariera reprezentacyjna
W reprezentacji Zimbabwe Muparati zadebiutował 28 lipca 2013 w wygranym 3:0 meczu Mistrzostw Narodów Afryki 2014 z Mauritiusem, rozegranym w Curepipe. Od 2013 do 2014 wystąpił w kadrze narodowej 9 razy.